# Abbaye de Blaubeuren
L’abbaye de Blaubeuren est une ancienne abbaye bénédictine à Blaubeuren.

## Histoire
L'abbaye est fondée vers 1085 par Anselme de Nagoldgau le Jeune (de), son frère Hugo III de Nagoldgau (de) et Sigibot (de), un parent proche, à la place d'une église dédiée à Jean-Baptiste. Les premiers moines viennent de Hirsau. Au cours des premières décennies de son existence, le monastère reçoit de nombreux biens et connaît probablement un apogée, bien qu'elle n'émerge pas culturellement ou dans les conflits d'église de l'époque. Au XIIe siècle, l'église abbatiale est reconstruite dans un style roman et achevée en 1124. Après la mort du dernier de la lignée de Sigibot, le vogt du monastère du Palatinat devient une héritage pour la maison d'Helfenstein (de) en 1282.
Il y a un déclin temporaire au XIVe siècle et au début du XVe siècle, plusieurs crimes grossiers sont signalés. Le prieur en 1347 et en 1407 l'abbé auraient été assassinés par des moines. Dans le même temps, la peste fait rage en Europe centrale et le monastère est sûrement dépeuplé et perd ses biens. Cependant, grâce à plusieurs fondations, le monastère peut être restauré et ses biens récupérés.
Après de nombreux engagements à partir de 1368, les Helfenstein vendent finalement le Klostervogt et la ville de Blaubeuren au Wurtemberg en 1447, ce qui a une grande influence sur l'élection de l'abbé. L'abbaye gagne rapidement en influence. En 1451, la réforme de la vie abbatiale est effectuée par des moines de Wiblingen. En 1456, Ulrich Kundig, abbé de Blaubeuren, entre au chapitre général de l'Ordre bénédictin, dont le présidium fut par la suite occupé à plusieurs reprises par des moines de Blaubeuren. Le successeur de Kundig, l'abbé Heinrich III Fabri (mort en novembre 1493) aurait cofondé l'université de Tübingen en 1477 et fait la nouvelle construction fondamentale du complexe monastique.
Dans la période qui suit, presque toute l'abbaye est reconstruite. Le nouveau bâtiment de Fabri, commencé en 1466, était devenu nécessaire en raison d'un incendie dévastateur et est probablement soutenu financièrement par le comte Eberhard V de Wurtemberg. Tout d'abord, l'enceinte est construite jusque vers 1484. Le nouveau bâtiment du chœur de l'église abbatiale se monte de 1484 à 1491 environ, est achevé en 1493 avec la consécration du maître-autel. Les parties occidentales de l'église sont ensuite construites en 1501.
Blaubeuren est convertie à la réforme protestante en 1534 par le duc Ulrich VI de Wurtemberg, qui emménage ensuite dans le monastère. Alors que l'abbé Ambrosius Scheerer reste dans le monastère en tant qu'administrateur jusqu'à sa mort, le prieur et les moines sont un temps exilés à Markdorf. Ils peuvent revenir pendant l'intérim d'Augsbourg, mais la paix d'Augsbourg en 1555 confirme la propriété légale du fils du duc Ulrich, Christophe de Wurtemberg, qui fait du monastère le siège d'une école protestante en 1556. Les moines catholiques vivent un temps dans le monastère avec les étudiants protestants jusqu'à ce que l'abbé Christian Tubingius (de) soit arrêté et expulsé. Matthäus Alber (de) est le premier abbé protestant et chef de l'école du monastère de 1563 à 1570.
Les bâtiments du monastère appartiennent à la Fondation du séminaire protestante de l'Église protestante en Pays de Wurtemberg depuis la fin du XXe siècle. Le cloître du monastère avec la chapelle Sainte-Marguerite, la salle capitulaire et le chœur de l'église du monastère avec la chapelle Petri et urbaine peuvent être visités.

## Architecture

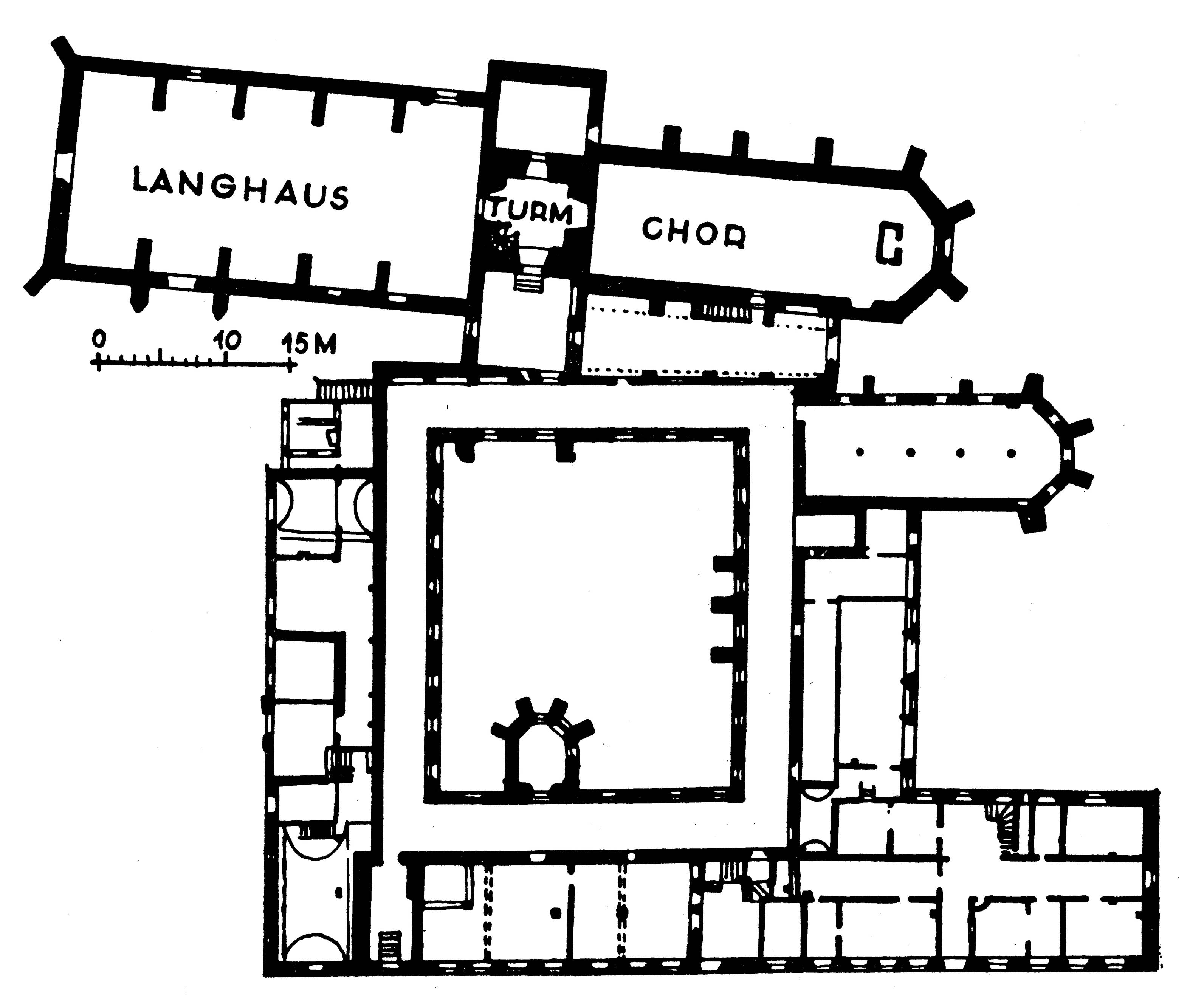
Plan de l'église et de l'enceinte de l'anciennne abbaye bénédictine de Blaubeuren

L'église est composée de cinq bâtiments : la Nef, le clocher central, deux chapelles en forme de transept et le chœur allongé. La nef, qui se compose de cinq travées, est recouverte d'une voûte en étoile et comporte cinq chapelles latérales peu profondes sur chacun des deux longs côtés. La nef est strictement séparée du chœur par le puissant clocher central et un jubé dans la tradition des ordres mendiants. Le jubé est enjambé par une voûte maillée et a une abside polygonale. L'isolement complet du chœur de la nef est frappant et inhabituel (surtout pour la fin du XVe siècle, à partir de laquelle la nouvelle église est construite). Ce sont peut-être des réminiscences des premiers jours de l'abbaye et de l'église, quand elle est sous la forte influence de la réforme de Hirsau, qui à son tour dépend de la réforme clunisienne. Une caractéristique de ces réformes, qui a également eu un impact sur la structure des églises, est la séparation stricte des chœurs monastiques pour les moines et les laïcs.

## Mobilier

Le maître-autel dans le chœur de l'église

Le chœur de l'église contient des œuvres importantes de l'école d'Ulm et de la sculpture allemande de style gothique tardif, qui sont créées à partir de 1490 lors de la nouvelle construction de l'église et du chœur.
Les stalles du chœur proviennent de l'atelier de Jörg Syrlin le Jeune (de) et rappelle les stalles du chœur de son père Jörg Syrlin l'Ancien à l'église principale d'Ulm. Il est décoré d'entrelacs et de représentations figuratives, par exemple des demi-figurines de prophètes et de donateurs. Le sedilia est plus élaboré que les stalles du chœur et montre, entre autres, le soulagement d'un homme endormi, qui faisait probablement à l'origine partie d'une représentation de l'arbre de Jessé, dont de nombreuses parties sont maintenant perdues. La tourelle et l'ornementation des trois sièges et des stalles du chœur sont très similaires à l'éclatement du maître-autel, ce qui suggère que Jörg Syrlin le Jeune est également responsable de la structure et de l'architecture du retable.
Le maître-autel à ailes mobiles est consacré en 1493 et achevé en 1494. Les figures monumentales du sanctuaire ainsi que les reliefs à l'intérieur des ailes intérieures et les figures éclatées furent créés dans l'atelier de Michel Erhart, probablement avec l'aide de son fils Gregor Erhart. Divers peintres ont finalement repris les peintures sur panneaux des ailes de l'autel et le décor des sculptures dans le grand atelier de Hans Schüchlin (de) à Ulm. Le travail est réalisé par le gendre de Schüchlin Bartholomäus Zeitblom et le peintre de Memmingen Bernhard Strigel, entre autres.